# Killarney
Killarney (Iers-Gaelisch: Cill Airne, De kerk van de sleedoorn) is een stad in Ierland gelegen in het graafschap Kerry. Het heeft ongeveer 10.500 inwoners en fungeert als centrumstad van het zuidelijke deel van het graafschap. Killarney is de zetel van het rooms-katholieke bisdom Kerry. 
Het stadje ligt in een dal omgeven door een aantal meren waarvan Lough Leane, Lough Guitane de belangrijkste zijn. In de omgeving van Killarney ligt de Macgillicuddy's Reeks, een bergketen waarvan de hoogte piek (de Carrauntoohil) met zijn 1038 meter tevens de hoogste berg in Ierland is.
Verdere bezienswaardigheden zijn onder meer Nationaal Park Killarney, Ladies View, landgoed Knockreer, Muckross, Ross Castle, Ring of Kerry, de Kerry Way en Gap of Dunloe.

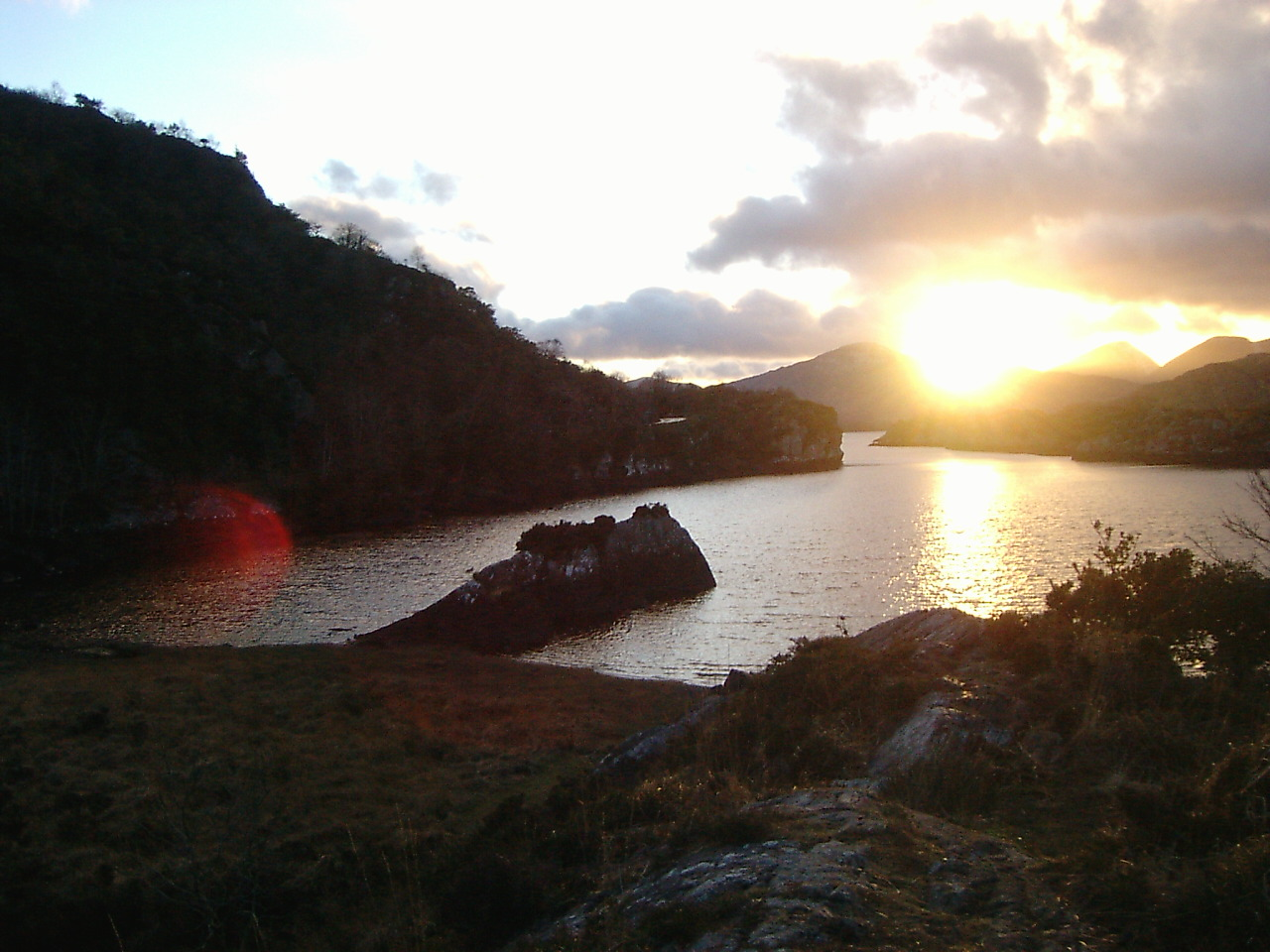
Ladies View in de buurt van Killarney

Killarney is een goed uitgangspunt voor de Ring of Kerry, een auto- of fietsrit langs het schiereiland Iveragh. Noordelijk van de Ring ligt Dingle Bay, westelijk liggen de Skellig-eilanden. 
Killarney ligt in de buurt van Kerry International Airport en heeft goede verbindingen met Tralee via de N21 en Cork via de N22. Station Killarney ligt aan de spoorlijn Mallow - Tralee.

## Geboren
- Gillian O'Sullivan (1976), snelwandelaarster

## Overleden
- Rudolf Erich Raspe (1736-1794), Duits schrijver, geoloog, kunsthistoricus en avonturier
- Mark Lanegan (1964-2022), Amerikaans zanger en schrijver[1]